# Норбюэ, Йонатан
Йонатан Вонхейм Норбюэ (норв. Jonathan Vonheim Norbye; родился 26 марта 2007, Норвегия) — норвежский футболист, центральный защитник клуба «РБ Лейпциг», выступающий на правах аренды за «Арминию».

## Клубная карьера
Норбюэ — воспитанник норвежской команды «Алта», за которую дебютировал 18 мая 2022 года в матче Кубка Норвегии против клуба «Боссекоп». 1 июля 2023 года присоединился к немецкому «РБ Лейпциг», за основную команду которого дебютировал 18 мая 2024 года, выйдя на замену в матче Бундеслиги против франкфуртского «Айнтрахта».

## Карьера в сборной
Выступал за сборные Норвегии до 15, до 16 и до 17 лет.